# エクスプローラー6号
エクスプローラー6号（英: Explorer 6、S-2）はアメリカ合衆国の人工衛星。1959年8月7日打ち上げ。小型・球形で、捕捉放射線観測、電磁圏の電波伝播観測、流星塵のフラックス測定などが目的。また、写真のスキャンデバイスを搭載しており、軌道から初めて地上に写真データを転送した。

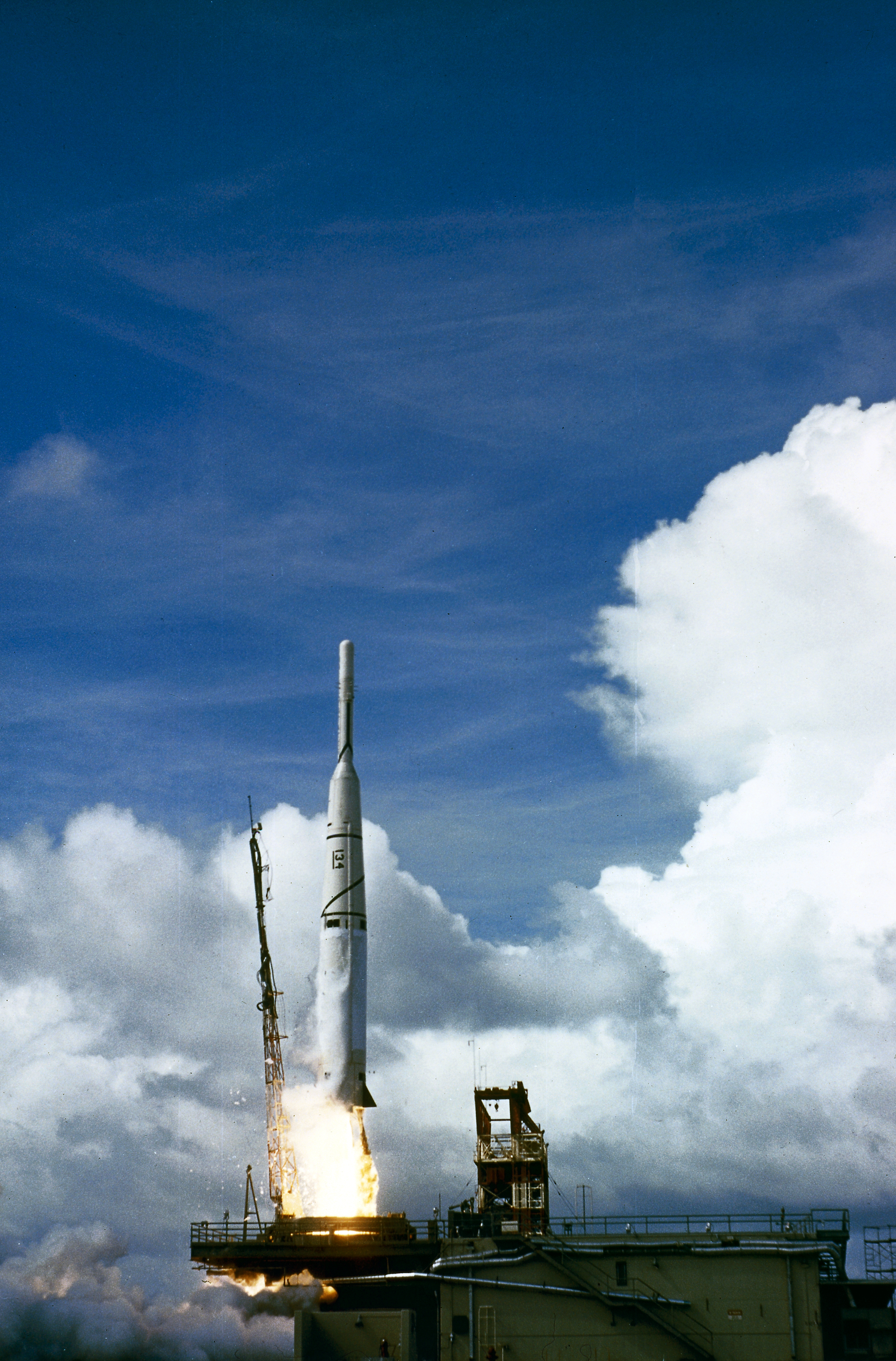
エクスプローラー6号の打ち上げ

姿勢制御はスピン安定方式（2.8rps）で回転軸は赤経217度、赤緯23度。四つの太陽電池パドルを搭載。予定していたより回転が早く、三つしか太陽電池パドルが完全に立たなかった。結果として人工衛星の電力は当初の63%にとどまり、これも時間がたつにつれて下がっていった。1959年10月6日を最後に、電力不足により通信不能になる。
1959年の衛星攻撃兵器実験にエクスプローラー6号が標的に設定される。実験は成功し、ミサイルは人工衛星の6.4km以内を通過した。
1961年7月1日に軌道減衰。